# 民丹线轮渡
民丹线轮渡，原称民安线轮渡。为中国上海市黄浦江上的一条对江轮渡航线。航线北起杨浦区丹东路65号丹东路轮渡站，南至浦东新区民生路1号民生路轮渡站。航线始于清朝年间，为浦西兰州路港口至浦东贾家桥的民渡。1955年11月1日，航线并入上海市轮渡公司，命名为民安线轮渡，航线由浦西安东路（今丹东路）至浦东民生路。1958年11月10日，民安线轮渡开辟车渡航线。1965年3月16日，浦西安东路更名为丹东路，民安线轮渡同时更名为民丹线轮渡，名称沿用至今。2006年8月21日，民丹线车渡停航。2014年1月1日，民丹线客渡暂时停航，预计2015年6月30日恢复。

## 历史
民丹线轮渡开设于清朝年间，为浦西兰州路港口至浦东贾家桥的民渡。航线开设初期配置帆船2艘渡客，后期发展为4艘。清光绪三十年（1904年），英商太古公司在浦东购买土地时，贾家桥渡口被划入购买范围内，渡口向西迁至民生路。民国19年（1930年），购入庆和轮载客航行。民国26年（1937年）抗日战争爆发，航线停航。航线庆和轮被侵华日军拖走，最后沉在高桥。民国34年（1945年）抗日战争胜利，同年9月17日，航线申请复航。因浦西兰州路港口已有至浦东洋泾港的轮渡，于是将浦西渡口码头西移至安东路（今丹东路）。民国35—37年（1946—1948年），航线先后购置民安1—4号轮投入运营。

上海战役后，1951年，又购入民安5号轮运营。1955年11月1日，航线以实有资产入股方式并入上海市轮渡公司。同时将航线命名为民安线轮渡。1965年3月16日，浦西安东路更名为丹东路，民安线轮渡同时更名为民丹线轮渡。同年，市轮渡公司对浦西丹东路轮渡站进行扩建。

## 车渡
1958年，为缓解南陆线车渡航线拥挤，上海市轮渡公司在民丹线客渡旁开辟车渡航线。车渡于1958年10月31日建成，11月10日开航。开航初期，航线投入市轮渡103、104号两艘车辆渡轮。1967年，又投入沪车渡7号、8号运营。70年代，又投入3艘33米14车位车辆渡轮运营。90年代，航线配备4艘车辆渡轮。2006年8月21日，为配合外环隧道大修，民丹线车渡停航，车渡渡轮移至东嫩线车渡，为东嫩线增加运力，以缓解隧道大修时取道东嫩线车渡过江时的车流压力。

## 公交换乘
- 丹东路轮渡站：28、70、135、853
- 民生路轮渡站：81、85、155、170、313、455、522、573、610、774、790、791、794、799、819、970、971、981、983、993、隧道六线、蔡陆专线、钦东专线、上川专线、新川专线